# وایولت جساپ
وایولت کنستانس جساپ (انگلیسی: Violet Constance Jessop؛ ‏ ۲ اکتبر ۱۸۸۷ – ۵ مهٔ ۱۹۷۱)، مهماندار دریایی، پرستار و وقایع‌نگار آرژانتینی بود که به خاطر نجات یافتن از فاجعهٔ غرق شدن کشتی آرام‌اس تایتانیک در سال ۱۹۱۲ و کشتی خواهرش، اچ‌ام‌اچ‌اس بریتانیک در سال ۱۹۱۶ مشهور شد. علاوه بر موارد ذکر شده، در سال ۱۹۱۱ نیز کشتی آرام‌اس المپیک با یک ناو جنگی انگلیسی به نام اچ‌ام‌اس هاوک برخورد غیرعمدی داشت که در آن سانحه، جساپ یکی از مسافران عرشه آرام‌اس المپیک بود. جساپ که پس از حوادث دریایی بسیار، با نام بانوی غرق‌ناشدنی در میان عوام شهره بود، سرانجام در سال ۱۹۷۱ و در سن ۸۳ سالگی بر اثر نارسایی قلبی درگذشت.
جساپ در ۱۰ آوریل ۱۹۱۲ و در سن ۲۴ سالگی، تحت عنوان مهماندار سوار بر عرشه کشتی تایتانیک شد. چهار روز بعد، در ۱۴ آوریل، کشتی تایتانیک در اقیانوس اطلس شمالی با کوه یخ برخورد کرد و حدود ۲ ساعت و ۴۰ دقیقه پس از آن غرق شد. جساپ در خاطرات خود وقایع رخ‌داده در لحظات برخورد و بر روی عرشه را شرح‌داده‌است. بعداً او را به قایق نجات ۱۶ فرستادند و هنگام به آب‌اندازی قایق نجات، یکی از افسران تایتانیک نوزادی را به او داد تا از او مراقبت کند. صبح روز بعد، جساپ و سایر بازماندگان توسط کشتی آرام‌اس کارپاتیا نجات یافتند.